# Dzong Chukha
El dzong Chukha es una fortaleza-monasterio budista y dzong en el municipio de Chukha, capital del distrito homónimo en Bután. Es uno de los dzongs de construcción más reciente en el país, pues la reina consorte Jetsun Pema lo inauguró en 2012.

## Historia
Las obras para la construcción del edificio comenzaron en 2002 y se esperaba que estuvieran terminadas en marzo de 2006, pero en enero de 2004, las obras se frenaron porque el gobierno descubrió que el área era inestable. La construcción finalmente se reanudó en abril de 2006; después de seis años la fortaleza fue finalizada. El 9 de marzo de 2012 el Je Khenpo (líder religioso de Bután) consagró el dzong después de que la reina consorte encendiera lámparas de mantequilla y ofreciera oraciones. Construido en un área de casi cuatro hectáreas con el objetivo de albergar la sede del distrito, la arquitectura destaca por el uso de técnicas modernas en tanto que mantiene los estilos típicos butaneses.